# Ковбелл
Ковбе́лл (англ. cowbell — коровий колокольчик) — афро-кубинский ударный музыкальный инструмент в виде колокола без язычка.
Ковбелл упрощённо представляет собой четырёхугольную металлическую призму с открытой передней гранью. Чаще всего бывает выполнен с прямоугольной, либо ромбообразной формой основания. Имеет резкий, пронзительный, хорошо читаемый даже в насыщенных аранжировках звук с очень короткими атакой и затуханием. Использование ковбелла является неотъемлемым элементом танцевальных жанров латиноамериканского происхождения; также он иногда применяется в популярной музыке и рок-музыке.

## Сенсерро
В латиноамериканской музыке инструмент называется сенсе́рро (исп. cencerro, дословно — «ботало», «колокольчик») или кампа́на (исп. campana, «колокол»).
Появление сенсерро в латиноамериканской музыке связывают с ритуальными колокольчиками экон конголезских религиозных культов. Считается, что в светской музыке Кубы сенсерро первым применил Арсенио Родригес.
В латиноамериканских ансамблях сенсерро используется исполнителями, играющими на бонго, и барабанщиками-тимбалеро (во время исполнения припева-монтуно). В первом случае музыкант держит сенсеро в ладони, регулируя пальцами насыщенность и силу звука, и наносит удары по колокольчику деревянной палочкой. Во втором случае один или несколько сенсерро закрепляется на стойке вместе с парой барабанов-тимбалов.

## Ковбелл в современной музыке
Ковбелл, полностью оправдывая собственное название, напрямую происходит от колокольчика, который пастухи вешали на шею коровам. С приходом в музыку ковбелл видоизменился и лишился язычка, издававшего звук, который теперь извлекают ударом палочки. Ковбелл имеет фиксированную высоту звучания, зависящую от его размеров и толщины стенок, поэтому чтобы разнообразить партию, используют несколько ковбеллов различной высоты. Существуют ручные ковбеллы, на которых удобно играть, держа их в руке, и ковбеллы для держателя, имеющие вместо ручки крепление для установки на стойку. Ковбелл на стойке можно использовать при игре на ударной установке. Некоторые ковбеллы выпускаются с приклёпанным к ударному ребру пластиковым демпфером, призванным устранять нежелательные призвуки, однако клёпки таких демпферов часто расшатываются при длительном использовании, и сами демпферы становятся источником дополнительного дребезга.
При записи ковбелла необходимо принимать во внимание направленный характер его звучания. Динамический диапазон этого инструмента может быть довольно широк, однако в ковбелл редко играют piano, и сама специфика его звучания такова, что основной проблемой при записи ансамбля, использующего ковбелл, становится его «пролезание» во все без исключения микрофоны.